# Kairana
Kairana é uma cidade  no distrito de Muzaffarnagar, no estado indiano de Uttar Pradesh.

## Geografia
Kairana está localizada a 29° 24′ N, 77° 12′ L. Tem uma altitude média de 242 metros (793 pés).

## Demografia
Segundo o censo de 2001, Kairana tinha uma população de 73,046 habitantes. Os indivíduos do sexo masculino constituem 53% da população e os do sexo feminino 47%. Kairana tem uma taxa de literacia de 29%, inferior à média nacional de 59.5%: a literacia no sexo masculino é de 36% e no sexo feminino é de 22%. Em Kairana, 22% da população está abaixo dos 6 anos de idade.